# Pawel Kusmitsch Ajedonizki
Pavel Kusmitsch Ajedonizki (russisch Павел Кузьмич Аедоницкий; * 19. August 1922 in Trojizke, Russische Sozialistische Föderative Sowjetrepublik; † 16. März 2003 in Moskau, Russland) war ein sowjetischer Arzt und Komponist russischer Herkunft.

## Leben

### Herkunft und Ausbildung
Pawel Kusmitsch Ajedonizki verdankt den Nachnamen seinem Urgroßvater Fjodor Alexejew († 1871). Dieser war Sänger am theologischen Seminar. Auf Grund seiner hervorragenden Leistungen als Sänger erhielt dieser vom Erzbischof der Diözese Wladimir und Susdal Parthenius (1782–1853) den Namen Ajedonizki (griechisch αηδόνι, deutsch Nachtigall) verliehen. Er wurde zum Priester geweiht und war 31 Jahre bis zu seinem Tod im Dorf Sergijewy-Gorki im Bezirk Gorochowez Rektor der dortigen Kirche zu Ehren des heiligen Sergius von Radonesch. Dessen Sohn Pawel Fjodorowitsch Ajedonizki hatte das Gesangstalent seines Vaters geerbt und wurde Sänger im Chor des Erzbischofs Antonij (1801–1853) der Diözese Wladimir und Susdal.
Aedonitsky verbrachte seine Kindheit und Jugend in Gorki, dem heutigen Nischni Nowgorod  auf. Dort absolvierte er die historisch-theoretische Abteilung der dortigen Musikschule. 1941 trat er ins medizinische Institut ein. Aus militärischen Gründen wurde die Dauer des Medizinstudiums während des Zweiten Weltkriegs verkürzt. Daher begann er schon 1944 als junger Arzt seinen Dienst als Militärsanitäter in einem schwimmenden Krankenhaus auf dem Schiff Karl Liebknecht auf der Wolga. In dieser Zeit erschienen seine ersten musikalischen Kompositionen.

### Musikalische Karriere, Auszeichnungen und Ehrungen
Nach dem Krieg ging Ajedonizki auf Empfehlung Aram Chatschaturjans zum Musikstudium nach Moskau. Dieses absolvierte er zwischen 1945 und 1948 am Moskauer Konservatorium und 1948 bis 1949 am Gnessin-Institut Moskau. Während des Studiums arbeitete er als Musiker und Komponist für das dramatische Gorki-Theater, für welches er diverse Lieder schrieb.
Pawel Kusmitsch Ajedonizki erhielt 1984 die Auszeichnung Volkskünstler der RSFSR verliehen. Am 25. August 1997 wurde er ihm der Verdienstorden für das Vaterland IV. Klasse und am 27. November 2002 der Orden der Ehre verliehen. Für seine Lieder über Moskau und den Großen Vaterländischen Krieg erhielt am 17. August 2001 den Премией Мэрии Москвы [Preis des Moskauer Rathauses].
Er starb am 16. März 2003 und wurde auf dem Nowodewitschi-Friedhof beigesetzt. Sein Sohn ist der russische Komponist Alexej Pawlowitsch Ajedonizki, ein Mitglied des Moskauer Komponistenverbands dessen Sohn, der Pianist Walentin Alexejewitsch Ajedonizki, ist sein Enkel.

## Werke (Auswahl)
Pawel Kusmitsch Ajedonizki schrieb über zweihundert Lieder, die Musik für über sechzig Theateraufführungen und Filme, die Kinderoperette Repka, die vokal-sinfonische Suite Юные целинники und diverse Chor- und Orchesterwerke.